# جمهورية بيزا
كانت جمهورية بيزا دولة مستقلة بحكم الأمر الواقع تركزت في مدينة بيزا توسكانا خلال القرنين العاشر والحادي عشر. وارتفعت لتصبح قوة اقتصادية، ومركز تجاري يهيمن على التجارة المتوسطية والإيطالية قبل أن تحل محلها جمهورية جنوة. وبدأت قوة بيزا كأمة بحرية قوية للنمو وصلت ذروتها في القرن الحادي عشر عندما اشترت الشهرة التقليدية باعتبارها واحدة من الجمهوريات البحرية الرئيسية الأربعة التاريخية لإيطاليا.

## معرض صور

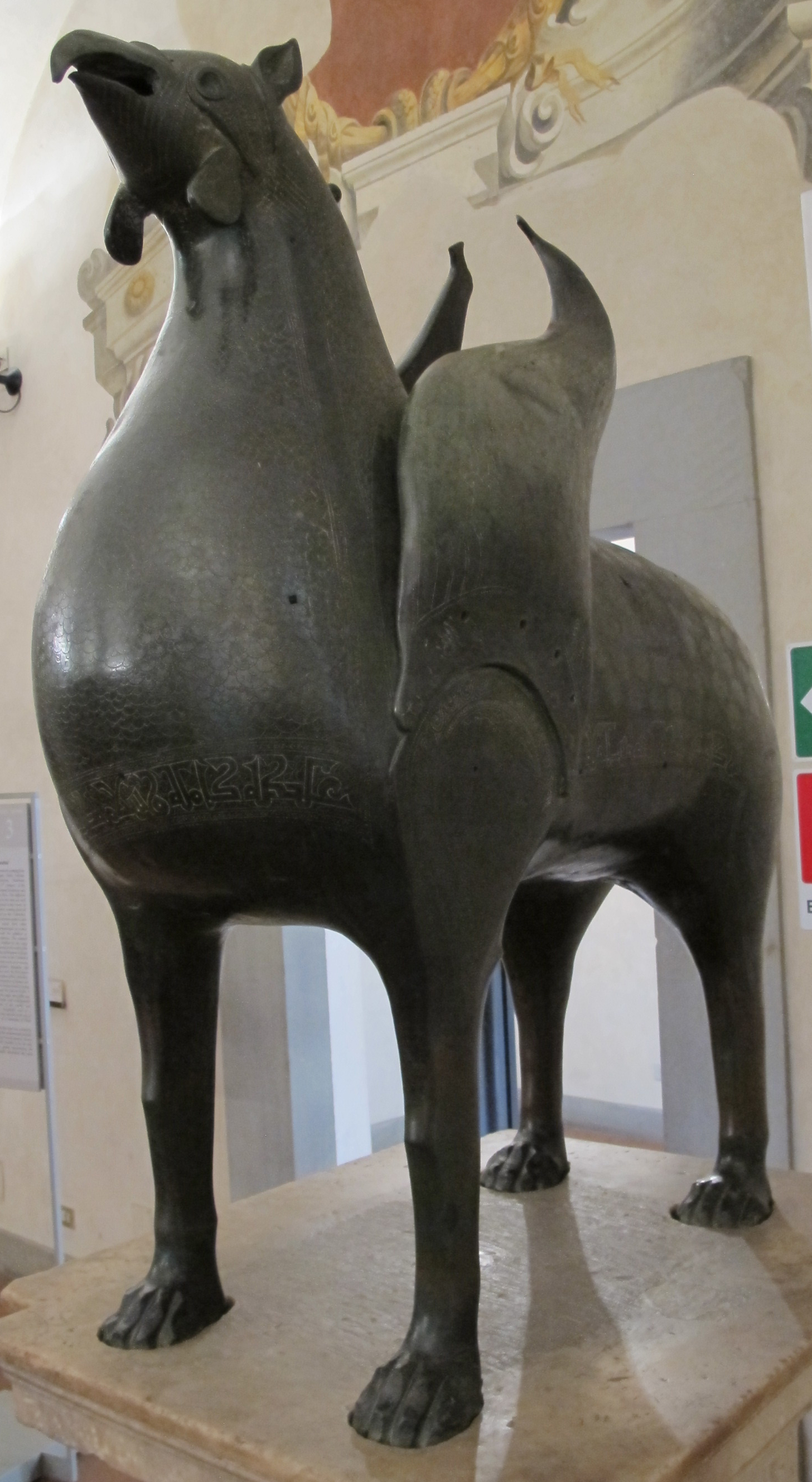
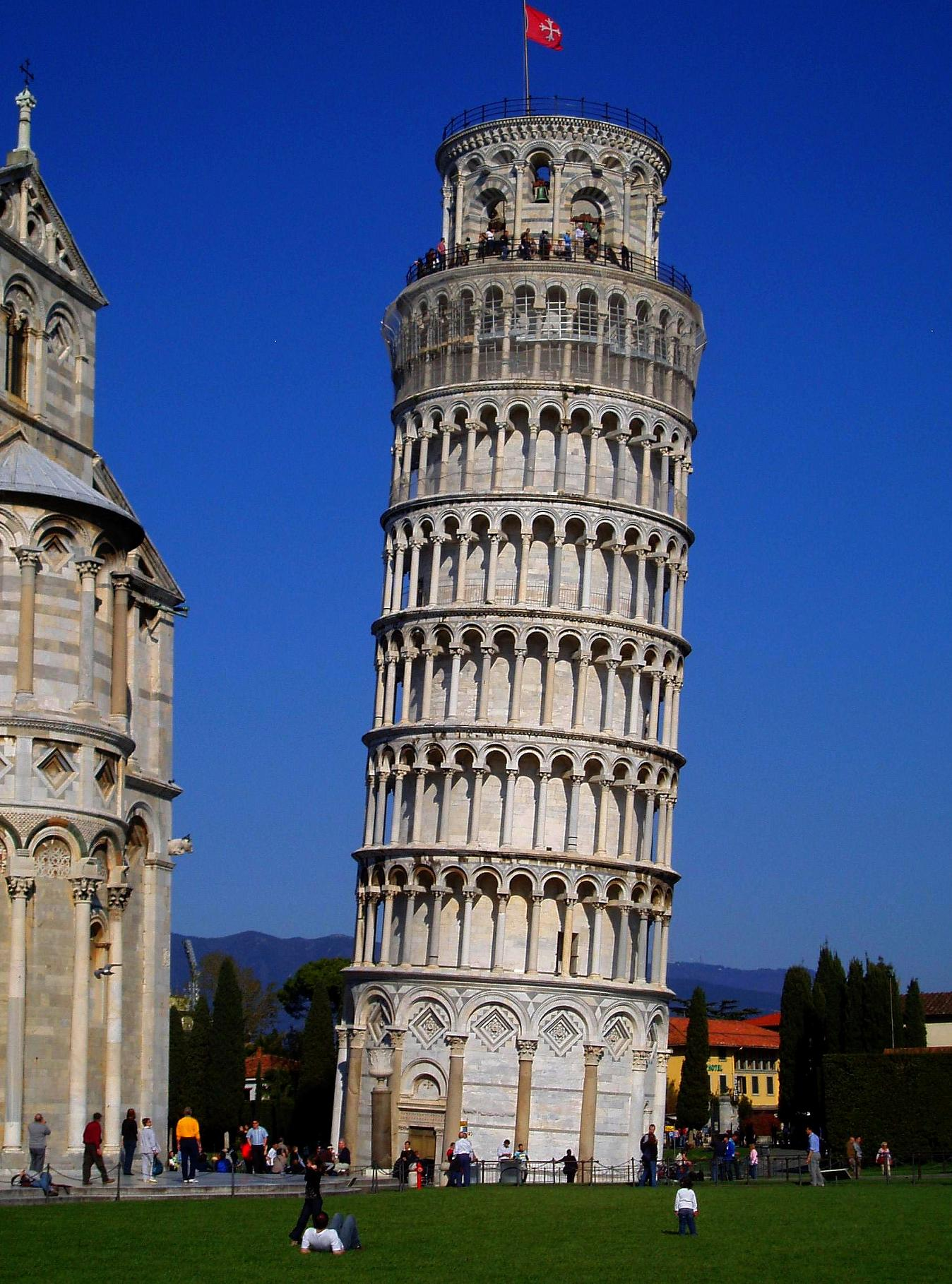
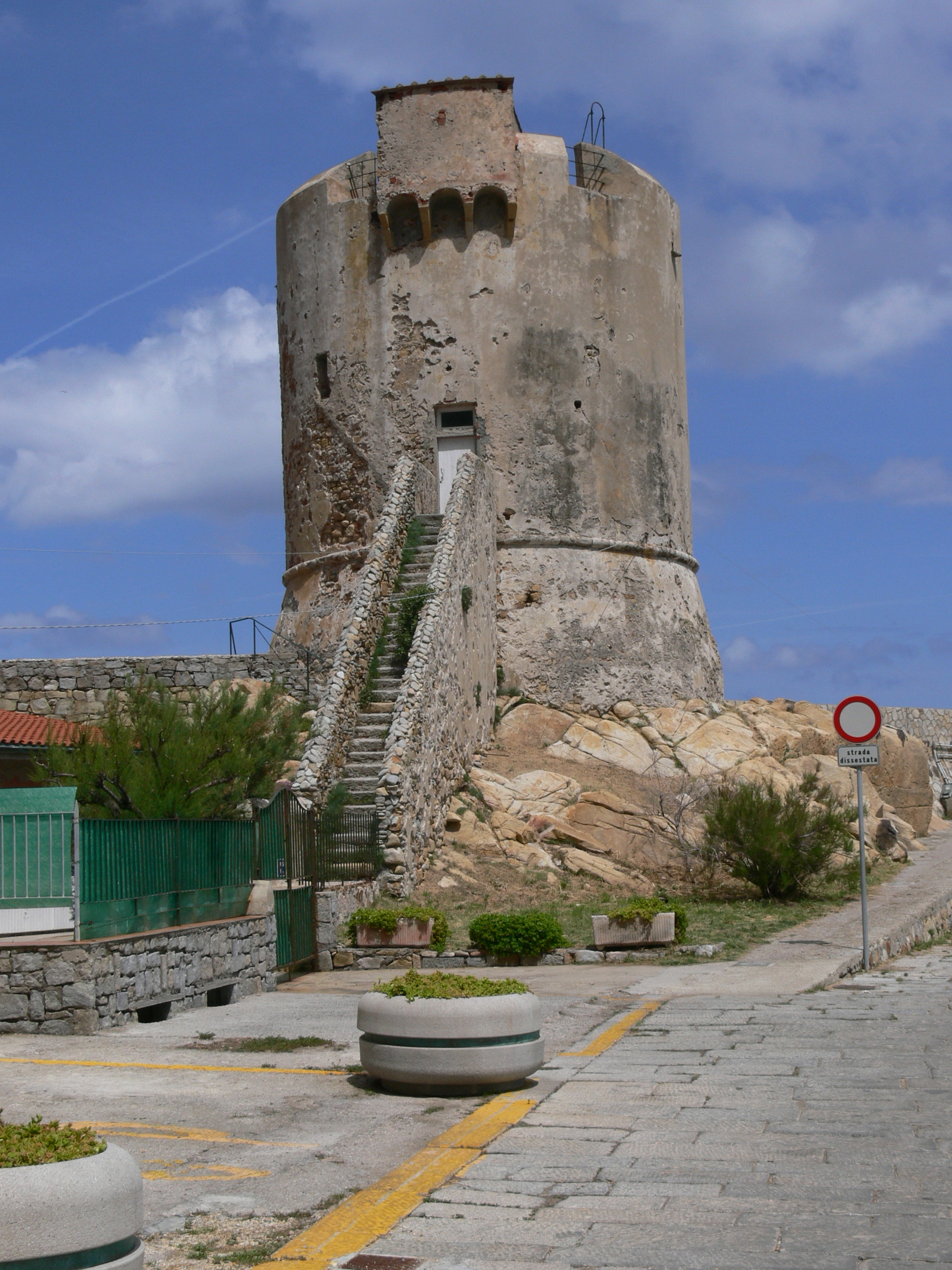